# Іванцов Всеволод Павлович
Все́волод Па́влович Іванцо́в (2000; с. Уладівка, Вінницька область — 13 лютого 2024, біля с. Роботине, Запорізька область) — український військовий льотчик, капітан 11 ОБрАА Збройних сил України, учасник російсько-української війни. Лицар ордена Богдана Хмельницького III ступеня (2024, посмертно).

## Життєпис
Народився 4 листопада 2000 року в  с. Уладівки, що на Вінниччині.
Старша сестра служить в Міністерістві надзвичайних ситуацій, брат військовий.
Закінчив Кам'янець-Подільський ліцей з посиленою військово-фізичною підготовкою, Харківський національний університет Повітряних сил імені Івана Кожедуба.
Після початку широкомасштабного російського вторгнення став на захист неба України. Служив льотчиком-штурманом гвинтокрилу Мі-8 11-ї окремої бригади армійської авіації. Здійснив орієнтовно 180 бойових вильотів.
Загинув 13 лютого 2024 року в повітряному просторі біля с. Роботиного, що в Запорізькій області. Похований  17 квітня  на Алеї Слави Сабарівського кладовища у Вінниці.
У Всеволода залишилися батьки, брати і сестри.

## Нагороди
- орден Богдана Хмельницького III ступеня (17 червня 2024, посмертно) — за особисту мужність, виявлену у захисті державного суверенітету та територіальної цілісності України, самовіддане виконання військового обов'язку[1].